# مايك غالو
مايك غالو (بالإنجليزية: Mike Gallo)‏ هو لاعب كرة قاعدة أمريكي، ولد في 2 أبريل 1977 في لونغ بيتش في الولايات المتحدة.

## وصلات خارجية
- مايك غالو على موقع دوري كرة القاعدة الرئيسي (الإنجليزية)
- مايك غالو على موقعبيزبول رفرنس.كوم (الدوري الرئيسي) (الإنجليزية)
- مايك غالو على موقع إي إس بي إن.كوم (أم.أل.بي) (الإنجليزية)
- مايك غالو على موقع مشجعي الرسوم البيانية (الإنجليزية)